# Jericó Abramo Masso
Jericó Abramo Masso (Yericó Abramo Masso) (Saltillo, Coahuila, 17 de octubre de 1975) es un político mexicano, miembro del Partido Revolucionario Institucional. Actualmente es diputado federal por el IV Distrito Electoral Federal de Coahuila  para el periodo 2024-2027. 
Se desempeñó como regidor de la ciudad de Saltillo. Presidente del Comité Directivo Municipal del Partido Revolucionario Institucional en la misma ciudad. Elegido diputado federal por el IV Distrito Electoral Federal de Coahuila de la LX Legislatura, desempeñándose como tal de 2006 a 2009. En 2009 fue elegido presidente municipal de Saltillo, capital del Estado, cargo que ostentó durante el periodo de 2010 a 2013; el lema de su administración fue "Saltillo eres tú". Fue diputado federal por el VII Distrito Electoral Federal de Coahuila de la LXIII Legislatura, del 1 de septiembre de 2015 hasta el 9 de enero de 2018. Además se desempeñó como Titular de la Secretaría de Vivienda y Ordenamiento Territorial del Estado de Coahuila de Zaragoza durante la administración del gobernador Miguel Ángel Riquelme

## Formación profesional
Es licenciado en Administración de Empresas egresado de la Universidad Autónoma del Noreste A.C., campus Saltillo, (Gen. 1994 y 1997). Así mismo cursó un taller de Comunicación Interna de Negocios en la Facultad de Educación Continua de la Universidad de Harvard en el año 1995, uno en Finanzas en el Instituto Tecnológico de Estudios Superiores de Monterrey Campus Saltillo en 1998 y otro en Política y Asuntos Sociales en la Universidad Iberoamericana en 2001.